# 大航海时代II
《大航海时代II》是一款由光荣制作和发行的角色扮演类游戏。本游戏于1993年2月10日在PC-9801发行。游戏后在家用机平台发行。
游戏的玩法基本与前作类似。
本游戏收到普遍较好的评价。